# Hrabstwo Grady (Oklahoma)

Piramida wieku mieszkańców hrabstwa Grady

Grady – hrabstwo w stanie Oklahoma w USA. Założone w 1907 roku. Populacja liczy 45 516 mieszkańców (stan według spisu z 2000 roku).
Powierzchnia hrabstwa to 2863 km² (w tym 11 km² stanowią wody). Gęstość zaludnienia wynosi 16 osoby/km².
Nazwa hrabstwa pochodzi od nazwiska Henry'ego W. Grady redaktora i wydawcy "Atlanta Constitution".

## Miasta
- Alex
- Amber
- Bradley
- Bridge Creek
- Chickasha
- Minco
- Ninnekah
- Norge
- Pocasset
- Rush Springs
- Tuttle
- Verden